# Amphoe Kaeng Khoi
Amphoe Kaeng Khoi (Thai: อำเภอ แก่งคอย) ist ein Landkreis (Amphoe – Verwaltungs-Distrikt) im Nordosten der Provinz Saraburi. Saraburi liegt in der Zentralregion von Thailand.

## Geographie
Durch Amphoe Kaeng Khoi führen die Nationalstraße Nr. 2, die Thanon Mittraphap (Saraburi–Nong Khai), und die Eisenbahnlinien von Bangkok in die Nordostregion (Isan) des Landes, daher wird es auch als „Tor zum Isan“ bezeichnet.
An dem Eisenbahnknotenpunkt Kaeng Khoi Junction treffen sich folgenden Eisenbahnlinien: 
- Bahnstrecke Bangkok Hua Lamphong–Nakhon Ratchasima (Korat-Bahn)
- Bahnstrecke Kaeng Khoi Junction–Bua Yai Junction (Umfahrung von Korat in den Isan)
- Bahnstrecke Khlong Sip Kao–Kaeng Khoi (Güterumgehungsbahn für den Großraum Bangkok)

Benachbarte Bezirke (von Norden im Uhrzeigersinn): Amphoe Phatthana Nikhom der Provinz Lop Buri, Amphoe Wang Muang und Amphoe Muak Lek der Provinz Saraburi, die Amphoe Mueang Nakhon Nayok und Ban Na der Provinz Nakhon Nayok sowie Amphoe Wihan Daeng, Amphoe Mueang Saraburi und Amphoe Chaloem Phra Kiat wiederum in Saraburi.
Im Landkreis liegen die westlichen Ausläufer des Khao-Yai-Nationalparks; auch das Chet Khot-Pong Kon Sao Nature Study Centre mit zahlreichen Wasserfällen befindet sich hier.

## Wirtschaft und Bedeutung
Bei Kaeng Khoi wurde ein 1.600 MW starkes GuD-Kraftwerk (siehe Kraftwerk Kaeng Khoi) gebaut, das 2007 in Betrieb ging. Im Frühjahr 2005 kam es in der Stadt zu Kontroversen und Demonstrationen im Zusammenhang mit der Planung dieser Anlage. Insbesondere kritisierten die Gegner die Wasserentnahme für die Kraftwerkskühlung aus dem Fluss Pa Sak.

## Geschichte
Der Landkreis Kaeng Khoi wurde 1827 eingerichtet und Khwaeng Kaeng Khoi genannt, das Verwaltungsgebäude lag in Ban Tan Diao. 1897 wurde der Khwaeng in ein Amphoe umgewandelt, und im Jahre 1915 wurde dann das Verwaltungsgebäude vom Ufer des Pa-Sak-Flusses zum nahegelegenen Bahnhof Kaeng Khoi verlegt.

## Sehenswürdigkeiten
- Nationalparks:
  - Nationalpark Namtok Samlan – 44 km² großer Park mit zahlreichen Wasserfällen, darunter der dreistufige Samlan-Fall (Thai: น้ำตกสามหลั่น)

## Verwaltung

### Provinzverwaltung
Der Landkreis Kaeng Khoi ist in 14 Tambon („Unterbezirke“ oder „Gemeinden“) eingeteilt, die sich weiter in 117 Muban („Dörfer“) unterteilen.
| Nr.  | Name            | Thai     | Muban | Einw.  |
| ---- | --------------- | -------- | ----- | ------ |
| 01.  | Kaeng Khoi      | แก่งคอย   | 0-    | 12.814 |
| 02.  | Thap Kwang      | ทับกวาง   | 10    | 17.492 |
| 03.  | Tan Diao        | ตาลเดี่ยว  | 11    | 10.640 |
| 04.  | Huai Haeng      | ห้วยแห้ง   | 12    | 07.470 |
| 05.  | Tha Khlo        | ท่าคล้อ    | 11    | 04.827 |
| 06.  | Hin Son         | หินซ้อน    | 09    | 03.557 |
| 07.  | Ban That        | บ้านธาตุ   | 05    | 01.818 |
| 08.  | Ban Pa          | บ้านป่า    | 11    | 09.927 |
| 09.  | Tha Tum         | ท่าตูม     | 04    | 02.441 |
| 010. | Cha-om          | ชะอม     | 11    | 07.345 |
| 011. | Song Khon       | สองคอน   | 11    | 06.749 |
| 012. | Tao Pun         | เตาปูน    | 07    | 02.182 |
| 013. | Cham Phak Phaeo | ชำผักแพว  | 10    | 06.022 |
| 015. | Tha Maprang     | ท่ามะปราง | 05    | 03.706 |

### Lokalverwaltung
Es gibt zwei Kommunen mit „Stadt“-Status (Thesaban Mueang) im Landkreis:
- Kaeng Khoi (Thai: เทศบาลเมืองแก่งคอย) bestehend aus dem kompletten Tambon Kaeng Khoi.
- Thap Kwang (Thai: เทศบาลเมืองทับกวาง) bestehend aus dem kompletten Tambon Thap Kwang.

Außerdem gibt es elf „Tambon-Verwaltungsorganisationen“ (องค์การบริหารส่วนตำบล – Tambon Administrative Organizations, TAO)
- Tan Diao (Thai: องค์การบริหารส่วนตำบลตาลเดี่ยว) bestehend aus dem kompletten Tambon Tan Diao.
- Huai Haeng (Thai: องค์การบริหารส่วนตำบลห้วยแห้ง) bestehend aus dem kompletten Tambon Huai Haeng.
- Tha Khlo (Thai: องค์การบริหารส่วนตำบลท่าคล้อ) bestehend aus dem kompletten Tambon Tha Khlo.
- Hin Son (Thai: องค์การบริหารส่วนตำบลหินซ้อน) bestehend aus dem kompletten Tambon Hin Son.
- Ban Pa (Thai: องค์การบริหารส่วนตำบลบ้านป่า) bestehend aus dem kompletten Tambon Ban Pa.
- Tha Tum (Thai: องค์การบริหารส่วนตำบลท่าตูม) bestehend aus den kompletten Tambon Ban That, Tha Tum.
- Cha-om (Thai: องค์การบริหารส่วนตำบลชะอม) bestehend aus dem kompletten Tambon Cha-om.
- Song Khon (Thai: องค์การบริหารส่วนตำบลสองคอน) bestehend aus dem kompletten Tambon Song Khon.
- Tao Pun (Thai: องค์การบริหารส่วนตำบลเตาปูน) bestehend aus dem kompletten Tambon Tao Pun.
- Cham Phak Phaeo (Thai: องค์การบริหารส่วนตำบลชำผักแพว) bestehend aus dem kompletten Tambon Cham Phak Phaeo.
- Tha Maprang (Thai: องค์การบริหารส่วนตำบลท่ามะปราง) bestehend aus dem kompletten Tambon Tha Maprang.